# Pambazo
El pambazo es un emparedado mexicano, cuyo relleno varía según la región en la que se consuma, siendo los rellenos tradicionales de papa, y de papa con chorizo. El nombre proviene del pan que usa, el pan bazo.
El pambazo más popular, con origen en la Ciudad de México, es el que va relleno de papa y chorizo sumergido en salsa de chile guajillo y frito sobre un comal con un poco de aceite.
En regiones del centro del país –como Puebla o Veracruz–, el pambazo es blanco redondo y enharinado que se rellena con mole poblano dulce o con frijoles refritos y queso fresco o con frijoles y longaniza frita. Otro manera de preparar es con una salsa roja hecha de chiles guajillo y ancho y puede llevar además chile puya o chipotle. Se rellena de longaniza o de carne molida de res -que se coció en el caldo-, aguacate y cebolla. Otro modo de servirlo es el llamado «guajolote», una vez que ha sido rellenado de carne deshebrada de res, se fríe y se le pone dentro aguacate, cebolla y lechuga picada, y finalmente, ya para comer se le pone encima salsa que puede ser verde (chile verde, tomate verde, cebolla y cilantro), o roja (chipotle y jitomate) y crema.

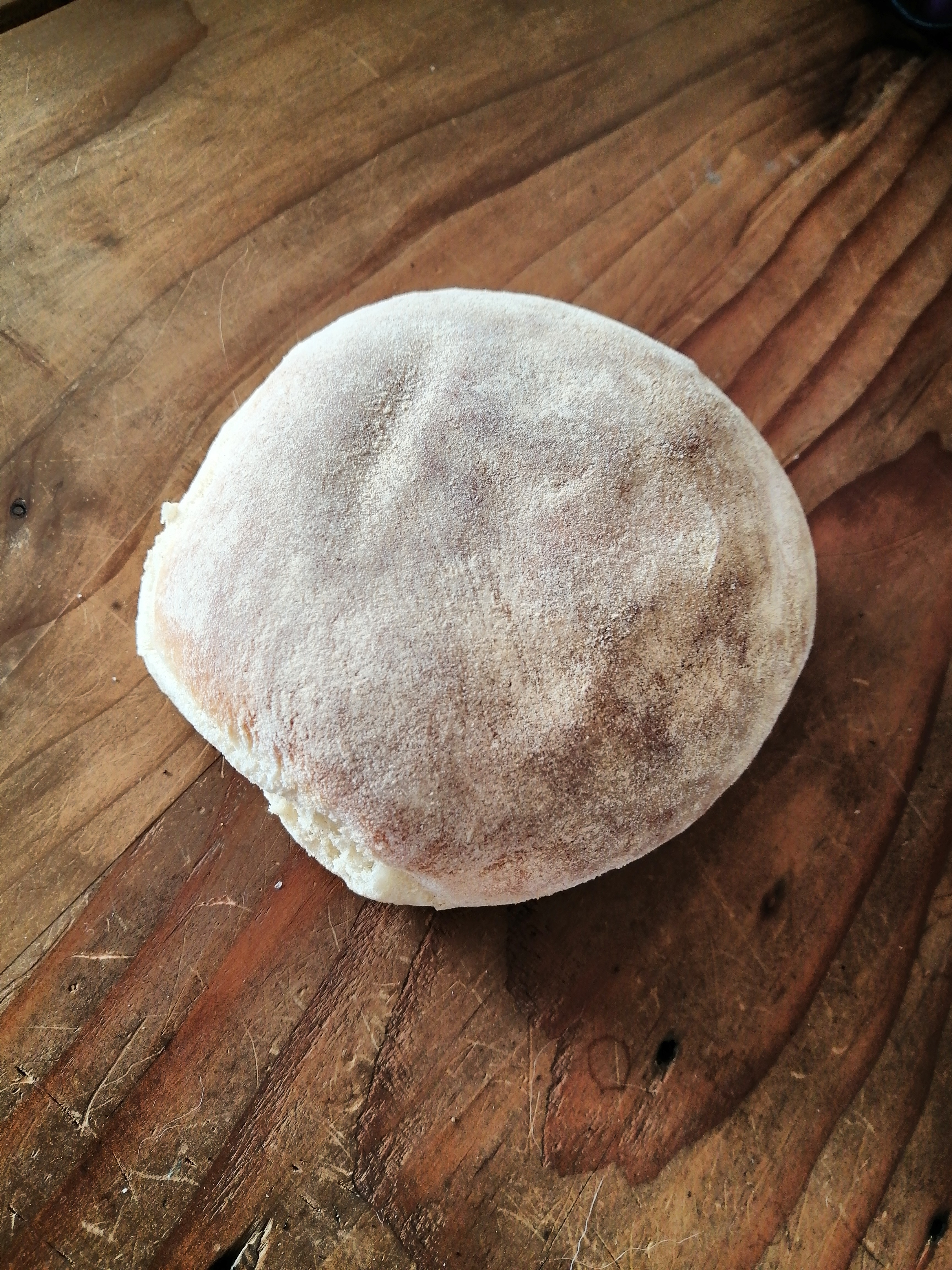
Pambazo de Veracruz

En el estado de Veracruz se emplea el pan tradicional llamado pambazo, un pan blanco muy suave que se impregna de harina previo al horneado que se conserva seco y enharinado al realizar el relleno con frijoles refritos, chorizo o queso blanco, lechuga rebanada y chipotle adobado. Existen dos versiones, el de Orizaba que se preparan con frijoles refritos, longaniza y queso; un lugar muy reconocido y tradicional en Orizaba, Veracruz, es «la Casa del Pambazo de Juan Topo», donde puedes encontrar uno de los productos gastronómicos más populares y tradicionales de la región y el otro Xalapeño que se distingue por comerlo relleno de frijol, mayonesa, jamón o pollo deshebrado, o chorizo, acompañado de lechuga, cebolla y chile chipotle, ya sea de sabores dulces o salados y se puede disfrutar a cualquier hora del día.

## Historia
Origen
El nombre «pambazo» proviene del término pan basso (‘pan bajo’), un tipo de pan de trigo sencillo realizado con ingredientes económicos y accesibles para las clases populares de la época colonial. Este pan, al igual que muchos otros elementos de la cocina mexicana, tiene sus raíces en la mezcla cultural que surgió de la colonización española.
Veracruz en la época imperial
Durante la época colonial, Veracruz fue un puerto de entrada crucial para los españoles. Esta región se convirtió en un punto de encuentro entre la cocina europea y la mexicana, resultando en una rica fusión de sabores e ingredientes. El pan utilizado para el pambazo, aunque de origen europeo, fue adaptado por los habitantes locales, quienes comenzaron a rellenarlo con ingredientes disponibles en la región.
Evolución del pambazo
Con el tiempo, el pambazo ha evolucionado y adoptado diferentes formas y rellenos según la región. Un ejemplo de esto es la Ciudad de México, el pambazo se fabrica con el pan típico de la zona y se rellena comúnmente con papas y chorizo, se baña en una salsa de chile guajillo que le da su característico color rojo, y luego se fríe ligeramente. Este proceso le proporciona una textura crujiente por fuera y suave por dentro. Finalmente, se sirve con lechuga, crema, queso y salsa, ofreciendo un contraste de sabores y texturas que lo hace irresistible.
Variaciones regionales
Aunque la receta de la Ciudad de México es una de las más conocidas, existen muchas otras variaciones del pambazo en todo México. En algunos lugares, se rellenan con carne de res, pollo, frijoles, o incluso pescado, reflejando la diversidad y creatividad de la cocina mexicana.
Leyendas y anecdotario
Una leyenda popular sostiene que el pambazo fue creado en honor a la emperatriz Carlota de México, esposa de Maximiliano de Habsburgo. Se dice que el pan fue diseñado para parecerse al volcán Pico de Orizaba, el tercero más alto de Norteamérica, situado en la frontera entre Veracruz y Puebla. Esta historia, aunque carece de evidencia histórica sólida, añade un toque de romanticismo y misticismo a la historia del pambazo.
Popularidad actual
Hoy en día, el pambazo es una parte integral de la gastronomía mexicana y se puede encontrar en mercados, ferias y puestos callejeros en todo el país. Es especialmente popular en las fiestas patrias y celebraciones locales, donde su color rojo simboliza el amor por la patria. Cada región ha adaptado el pambazo a sus propios gustos y tradiciones culinarias, haciendo de este platillo una muestra deliciosa de la diversidad cultural de México.
Pambazo en la cultura popular
El pambazo no solo es un platillo delicioso, sino también un símbolo de la comida callejera mexicana. Su presencia en películas, telenovelas y programas de televisión mexicanos lo ha consolidado como una parte querida de la identidad culinaria nacional. Además, su accesibilidad y sabor lo han convertido en un favorito tanto de locales como de turistas extranjeros.